# Heddesheim
Heddesheim là một đô thị thuộc huyện Rhein-Neckar-Kreis, bang Baden-Württemberg, Đức. Nơi đây nằm cách Mannheim 9 km về phía đông và cách Weinheim 7 km về phía tây nam.